# آلیشا خاکستری
آلیشا خاکستری (انگلیسی: Allisha Gray؛ زادهٔ ۱۲ ژانویهٔ ۱۹۹۵) بازیکن بسکتبال اهل ایالات متحده آمریکا است.
وی در مسابقات کشوری و بین‌المللی در مجموع برندهٔ ۱ مدال طلا شده‌است.